# Himalaya-Tahr
Der Himalaya-Tahr (Hemitragus jemlahicus) ist eine in der Himalaya-Region lebende ziegenartige Paarhuferart. Auch wenn der Himalaya-Tahr bereits in der ersten Hälfte des 19. Jahrhunderts wissenschaftlich beschrieben wurde, wurde seine Lebensweise erst im Verlauf des 20. Jahrhunderts detaillierter untersucht.

## Merkmale
Himalaya-Tahre ähneln den verwandten Ziegen. Sie haben einen stämmigen Körperbau mit kurzen, kräftigen Beinen. Diese Tiere erreichen eine Kopfrumpflänge von 90 bis 140 Zentimeter, eine Schulterhöhe von 65 bis 100 Zentimeter und ein Gewicht von 36 bis 90 Kilogramm. Der Schwanz misst 17 Zentimeter.
Die Rückenlinie ist abfallend. Das Fell des Himalaya-Tahrs ist lang und zottelig und rotbraun bis graubraun gefärbt; charakteristisch für diese Art ist die dichte Mähne im Halsbereich, die sich bis auf die Vorderbeine erstreckt. In den Sommermonaten ist ihr Fell deutlich kürzer und heller. Die Ohren sind klein und zugespitzt, die Schnauze wie bei allen Tahren unbehaart. Beide Geschlechter tragen Hörner. Diese sind nach hinten gebogen und seitlich abgeflacht und können bis zu 45 Zentimeter lang werden. Die Hörner der Weibchen sind meist deutlich kleiner.

## Verbreitung

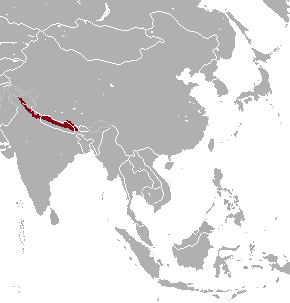
Das Verbreitungsgebiet des Himalaya-Tahrs

Himalaya-Tahre leben in Asien, ihr Verbreitungsgebiet umfasst die Himalaya-Region von Kaschmir bis ins westliche Bhutan. Ihr Lebensraum sind vorwiegend mit Wald bestandene Bergländer. In Nepal kommen sie in Höhenlagen zwischen 2.500 und 4.400 Metern vor, ihr Verbreitungsgebiet erstreckt sich dabei über mehrere Vegetationszonen. Zu ihrem Lebensraum gehören immergrüne Rhododendron-Wälder genauso wie alpine Matten mit Zwergsträuchern und Gräsern.
Auf der neuseeländischen Südinsel gibt es eine große, ausgewilderte Population, die auch bejagt wird. Kleinere, eingeführte Gruppen von Himalaya-Tahren gibt es auch in den USA und Südafrika.

## Lebensweise

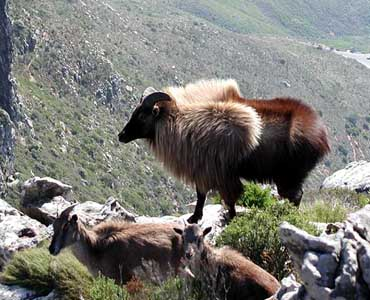
Himalaya-Tahr in Südafrika

Diese Tiere sind vorwiegend am frühen Morgen und am späten Nachmittag aktiv, tagsüber ruhen sie im Schutz von schroffen Felsen oder dichter Vegetation. Sie sind geschickte Kletterer und gelten als scheue Tiere. Während der Wintermonate wandern sie in tiefergelegene Gebiete ab. Sie leben in Gruppen zusammen, die 2 bis 23 Tiere umfassen. Diese Gruppen bestehen entweder nur aus Weibchen und deren Nachwuchs oder können auch gemischtgeschlechtliche Gruppen sein. Gemischtgeschlechtliche Gruppen sind in der Regel größer als reine Weibchengruppen. Ältere Männchen leben meist einzelgängerisch.
Das Nahrungsspektrum der Tahre ist begrenzt. Eichenblätter und Bambus spielen in ihrer Ernährung eine große Rolle. Um an Eichenblätter zu gelangen, richten sie sich gelegentlich auf ihren Hinterbeinen auf und biegen mit einem oder sogar beiden Vorderläufen einen der Zweige herab. Darüber hinaus fressen sie Gräser wie Traubenhafer, Zitronengräser und Arundinella nepalensis. Zudem fressen sie die Triebe von Vogelknöterichen und Leucosceptrum sowie Blüten von Daphne bhoula und Flechten.
In der Paarungszeit zwischen Oktober und Januar kommt es zu Kämpfen zwischen den Männchen um das Paarungsvorrecht, diese werden jedoch – verglichen mit anderen Paarhufern – weniger intensiv ausgetragen. Nach einer rund siebenmonatigen Tragzeit bringt das Weibchen ein oder zwei Jungtiere zur Welt. Diese werden nach sechs Monaten entwöhnt und sind mit zwei bis drei Jahren geschlechtsreif.

## Systematik

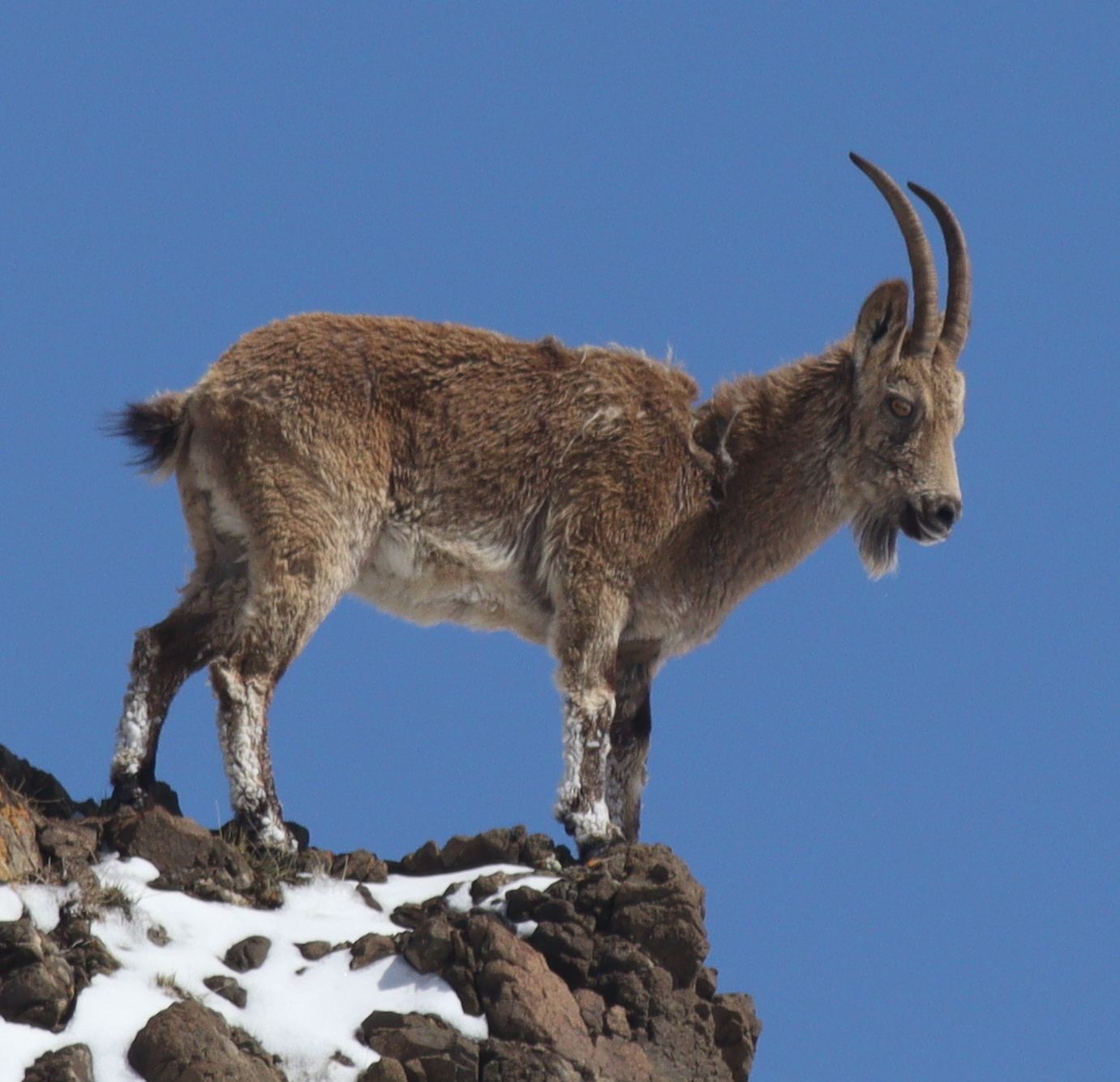
Sibirischer Steinbock

Der Himalaya-Tahr wurde 1826 durch den englischen Naturforscher Charles Hamilton Smith unter der Bezeichnung Capra jemlahica erstmals wissenschaftlich beschrieben und dabei den Ziegen (Capra) zugeordnet. 1841 führte Brian Houghton Hodgson die Gattung Hemitragus (Tahre) ein, in die der Himalaya-Tahr, der Nilgiri-Tahr und der Arabische Tahr gestellt wurden. Nach molekulargenetischen Untersuchungen von Ropiquet und Hassanin 2005 sind die Thare jedoch nicht sehr nahe miteinander verwandt und eine gemeinsame Gattung daher nicht aufrechtzuerhalten. Den Untersuchungen zufolge ist der Himalaya-Tahr nah mit den Ziegen verwandt. Für den Nilgiri-Tahr und den Arabischen Tahr wurden deshalb eigene, monotypische Gattungen eingeführt und der Himalaya-Tahr verblieb als einzige Art in der Gattung Hemitragus. Eine weitere, 2023 veröffentlichte Untersuchung zeigte, dass der Himalaya-Tahr tief in die Gattung Capra eingebettet ist und dass der Sibirische Steinbock (Capra sibirica) sein nächster Verwandter ist. Eine von den zwei Arten gebildete Klade ist die Schwestergruppe aller anderen Ziegenarten.

## Himalaya-Tahre und Menschen
Der Himalaya-Tahr hat ein relativ großes Verbreitungsgebiet, ist aber durch die zunehmende Zerstörung seines Lebensraums und die Bejagung bedroht. Die IUCN listet ihn als „gering gefährdet“ (near threatened).